# 郭芳煜
郭芳煜（1952年4月1日—），中華民國政治人物，2014年2月17日擔任中華民國勞動部常務次長，2016年5月20日升任勞動部部長，2016年6月8日兼任國家年金改革委員會委員，2017年2月7日，自勞動部離任，同年3月1日就任考試院公務人員保障暨培訓委員會（保訓會）主任委員。

## 經歷
- 公務人員保障暨培訓委員會主任委員（2017年3月1日—2020年8月31日）
- 國家年金改革委員會委員（2016年6月8日起）
- 勞動部部長（2016年5月20日—2017年2月7日）
- 勞動部常務次長（2014年2月17日—2016年5月19日）
- 行政院勞工委員會副主任委員（2006年—2014年）
- 行政院勞工委員會職業訓練局局長（2001年—2006年）
- 行政院勞工委員會勞工保險局總經理（1998年—2001年）
- 行政院勞工委員會參事（1997年—1998年）
- 行政院勞工委員會主任秘書（1995年—1997年）
- 第二屆國民大會代表（1991年—1995年）
- 中華民國全國總工會副秘書長
- 中華民國全國總工會處長
- 台灣電信工會總幹事

## 外部連結
| 中華民國政府職務 | 中華民國政府職務                                                   | 中華民國政府職務 |
| ---------------- | ------------------------------------------------------------------ | ---------------- |
| 行政院           |                                                                    |                  |
| 前任： 陳雄文    | 勞動部部長 第三任 2016年5月20日－2017年2月7日                      | 繼任： 林美珠    |
| 考試院           |                                                                    |                  |
| 前任： 李逸洋    | 公務人員保障暨培訓委員會主任委員 第七任 2017年3月1日－2020年9月1日 | 繼任： 郝培芝    |